# La Donsayna
La Donsayna és un periòdic de caràcter satíric i festiu que va ser editat a Madrid per Josep Bernat i Baldoví amb la col·laboració de Josep Maria Bonilla i Pascual Pérez Rodríguez.
La col·lecció està formada per 13 números que van aparèixer entre l'1 de desembre de 1844 i el 23 de febrer de 1845 editats per la impremta madrilenya Sanchiz. El text està escrit en valencià d'espardenya, és a dir, el valencià que es parla quotidianament al carrer, amb castellanització de moltes expressions i el to satíric i irònic heretat dels col·loquis del s. XVIII, i en castellà. Esta dualitat lingüística va aconseguir que es difongués àmpliament entre un ampli sector de lectors. A més, el marcat caràcter satíric amb el qual narrava les diferents situacions diàries de la gent del carrer, va fer que la publicació fóra molt ben acollida.
Degut a la seua acceptació, La Donsayna ha estat molt reeditada ja des de la seua època. A part de l'editada el 1844, el 1845 es tornà a editar per la impremta de Sanchiz, amb una caixa de text major i més il·lustracions. En 1877 apareix una edició facsímil, encara que amb dos pàgines més, que no estan incloses en l'original. En 1910, el setmanari El Sueco distribueix com a suplement una nova edició sense il·lustracions. En 1934, la impremta Palacios, publica una edició en rústica, en la qual s'inclouen a més de les dos pàgines finals, aparegudes per primera vegada en l'edició de 1845, il·lustracions diferents a les que fins ara s'havien publicat en edicions anteriors. En 1972, l'editorial Estel (València) edita un facsímil de l'edició de 1845; i el 1992, París-Valencia (València) reedita en facsímil l'edició de 1910 del setmanari El Sueco.